# Monument à la Troisième-Internationale
 (juillet 2020).
Si vous disposez d'ouvrages ou d'articles de référence ou si vous connaissez des sites web de qualité traitant du thème abordé ici, merci de compléter l'article en donnant les références utiles à sa vérifiabilité et en les liant à la section « Notes et références ».

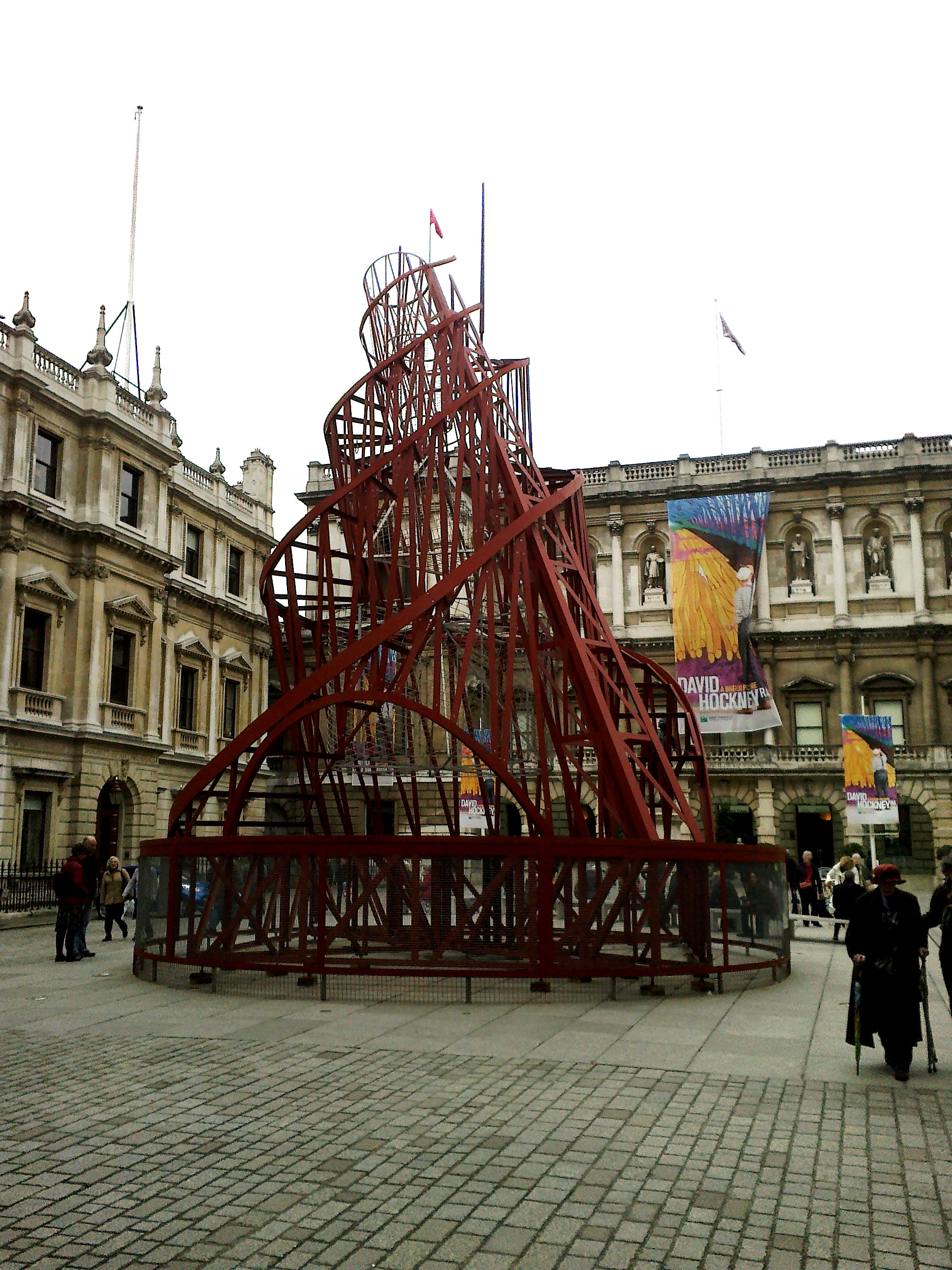
Modèle miniature de la Tour Tatlin à la Royal Academy de Londres (échelle : 1/42e).

Le monument à la Troisième-Internationale (en russe : памятник III Коммунистического интернационала), ou communément tour Tatline (башня Татлина), est un projet architectural haut de 400 m dont les plans ont été dessinés en 1919 - 1920 par l'artiste et architecte russe Vladimir Tatline. Jamais construite, cette tour hélicoïdale devait être érigée à Petrograd (aujourd'hui Saint-Pétersbourg) après la révolution bolchévique de 1917, et aurait servi aux quartiers généraux de l'Internationale communiste (Komintern).

## Un avatar de l'architecture moderne en rotation
La tour Tatline, chef-d'œuvre de l'art constructiviste, devait être construite à partir de matériaux industriels comme le fer, le verre et l'acier. Elle était censée être un symbole de la modernité, tant dans sa forme et les matériaux la constituant que dans sa fonction ; par sa taille (400 mètres), elle devait dépasser la tour Eiffel de Paris. La forme de cette tour était une double hélice, développée en spirale, que les visiteurs auraient pu parcourir par l'intermédiaire de dispositifs mécaniques variés. Le cadre principal aurait contenu trois énormes structures géométriques en rotation.
Au pied de la tour se serait trouvé un cube effectuant une rotation sur lui-même en un an et servant de salle de conférences destinée principalement aux réunions politiques. En son centre se serait situé un cône, consacré aux activités exécutives, et dont la vitesse de rotation serait d'un tour par mois. Sa partie supérieure, en forme de cylindre, devait accueillir un centre d'informations, publiant des bulletins d'information et des manifestes par télégraphe, radio et haut-parleur, et tournant une fois par jour sur lui-même. Des plans d'installation d'un écran géant à ciel ouvert sur le cylindre avaient également été dessinés, ainsi que ceux d'un projecteur affichant des messages dans les nuages.
L'aspect symbolique lié à la notion de révolution prend le pas sur les contraintes techniques ; l’inclinaison de la structure est d’ailleurs la même que celle de la Terre sur son axe de rotation (23°). On retrouve cette idée de rotation – ou plutôt cette révolution - sur les 3 formes géométriques pures enfermées dans cette spirale. La taille proposée de 400 m correspond également un cent-millième de l’équateur.

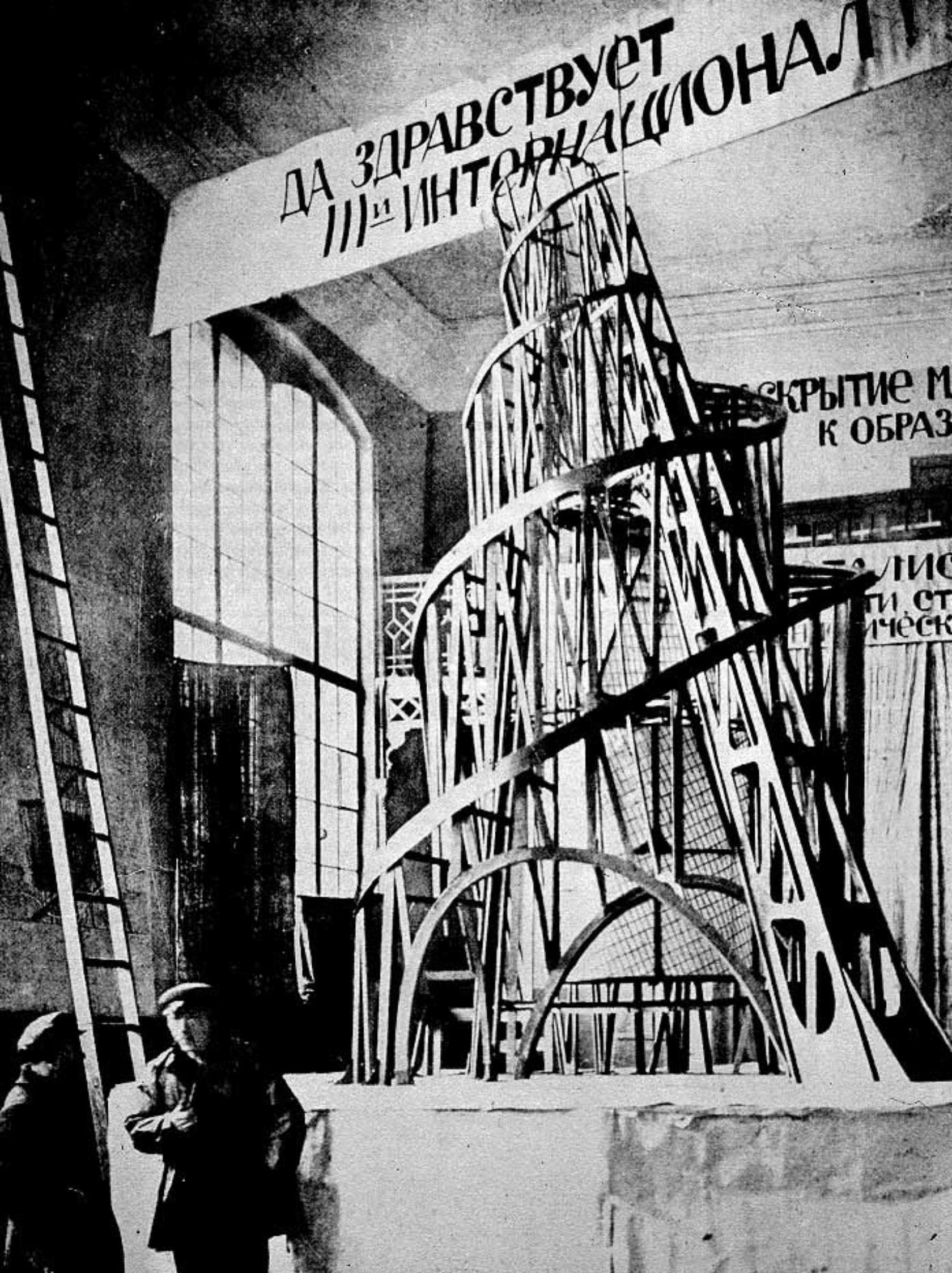
Maquette originale russe de la tour Tatline en 1919.

## Un projet irréalisé (irréalisable)
Il n'est pas certain que le projet ait été commandé par le Komintern. Selon certains auteurs, il est possible que Tatlin ait pris l'initiative de présenter son projet.
La Guerre civile avait en effet éclaté, et le coût élevé ainsi que le manque de temps et de matériel, ont empêché Tatline de réaliser son œuvre.

## Modèles réduits de la tour Tatline
Il existe plusieurs modèles en miniature de la tour Tatline :
- à la galerie Tretiakov de Moscou ;
- à la salle d'exposition de l'école d'art Savitsky de Penza (Russie) ;
- au musée d'Art de Stockholm, en Suède ;
- à la Royal Academy de Londres : le modèle a été construit à l'échelle 1/42e en novembre 2011 ;
- au centre Pompidou à Paris : haut de 420 cm, le modèle appartient à la collection du Musée national d'art moderne. Il a été réalisé en 1979, à l'occasion de l'exposition « Paris-Moscou, 1900-1930 » ;
- dans la salle à manger principale de l'université d'Oxford.

Malgré l'abondance de la documentation, il est difficile de réaliser un modèle réduit exact de la tour. Tatline l'a conçue comme un ingénieur, réalisant plusieurs maquettes, mais beaucoup de ses aspects étaient issus de modèles idéologiques, et leur traduction dans la matière est conjectural. On est sûr que Tatline avait pensé à des couleurs pour sa tour, mais on ignore lesquelles. Ses élévations n'étaient pas des dessins d'ingénieurs. Ce monument était à l'origine destiné à enjamber la Neva, et ce point est rarement traduit dans les reconstructions. Et comment en retranscrire le sens, Tatline la voyant comme un monument au communisme universel, abritant le gouvernement mondial, résolvant par ses spirales les conflits du monde, son axe dirigé vers l'étoile polaire ?... Le contexte culturel des expositions d'aujourd'hui ne reflète plus cet esprit.

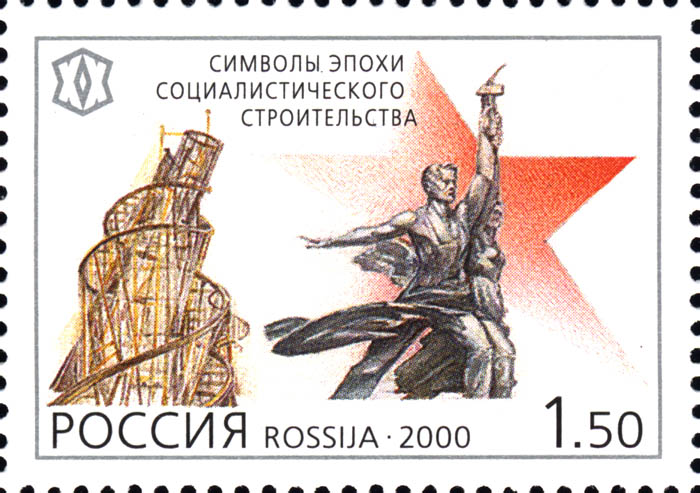
La Tour Tatline ainsi que L'Ouvrier et la Kolkhozienne sur un timbre russe de 2000.

## Sources
Livres
- Tatlin, publié par L.A. Zhadova, Thames and Hudson, Londres, 1988
- édition française de l'ouvrage ci-dessus : Tatline, Éditeur : Philippe Sers, 1990  (ISBN 2904057323) /  (ISBN 9782904057328)
- Vladimir Tatlin and the Russian avant-garde de John Milner ; Yale University Press, New Haven, 1983
- Nikolai Punin : Le Monument à la Troisième-Internationale, 1920 - Lire en ligne

- (en) Cet article est partiellement ou en totalité issu de l’article de Wikipédia en anglais intitulé « Tatlin's Tower » (voir la liste des auteurs).

- (ru) Cet article est partiellement ou en totalité issu de l’article de Wikipédia en russe intitulé « Башня Татлина » (voir la liste des auteurs).

Sites Internet
- (en) Tatlin's Tower: The Monument to the Future that Never Was (avec photos)

#### Sites Internet
- (ru) Photo-montage d'archive de la Tour Tatlin a échelle réelle
- (en) Tatlin's Tower and the World - Site d'un groupe d'artistes ayant pour projet de construire la tour à son échelle réelle

#### Vidéos
- (en) [vidéo] « L'Architecture et l'Avant-garde russe (dont la Tour Tatlin) », sur YouTube  Ce film illustre, au travers d’anciens films d'archives, la contribution de Vladimir Tatline au monde de l'architecture, et donne un aperçu, par montage informatique, de la Tour Tatlin si elle avait été construite à Moscou après la Révolution russe de 1917.
- (en) [vidéo] « Court-métrage d'archive sur la Tour Tatlin », sur YouTube  (film muet en noir et blanc).